# Čachrov
Čachrov (Duits:Tschacherau) is een Tsjechische vlek (městys) in de regio Pilsen, en maakt deel uit van het district Klatovy. Čachrov telt 495 inwoners (2023).

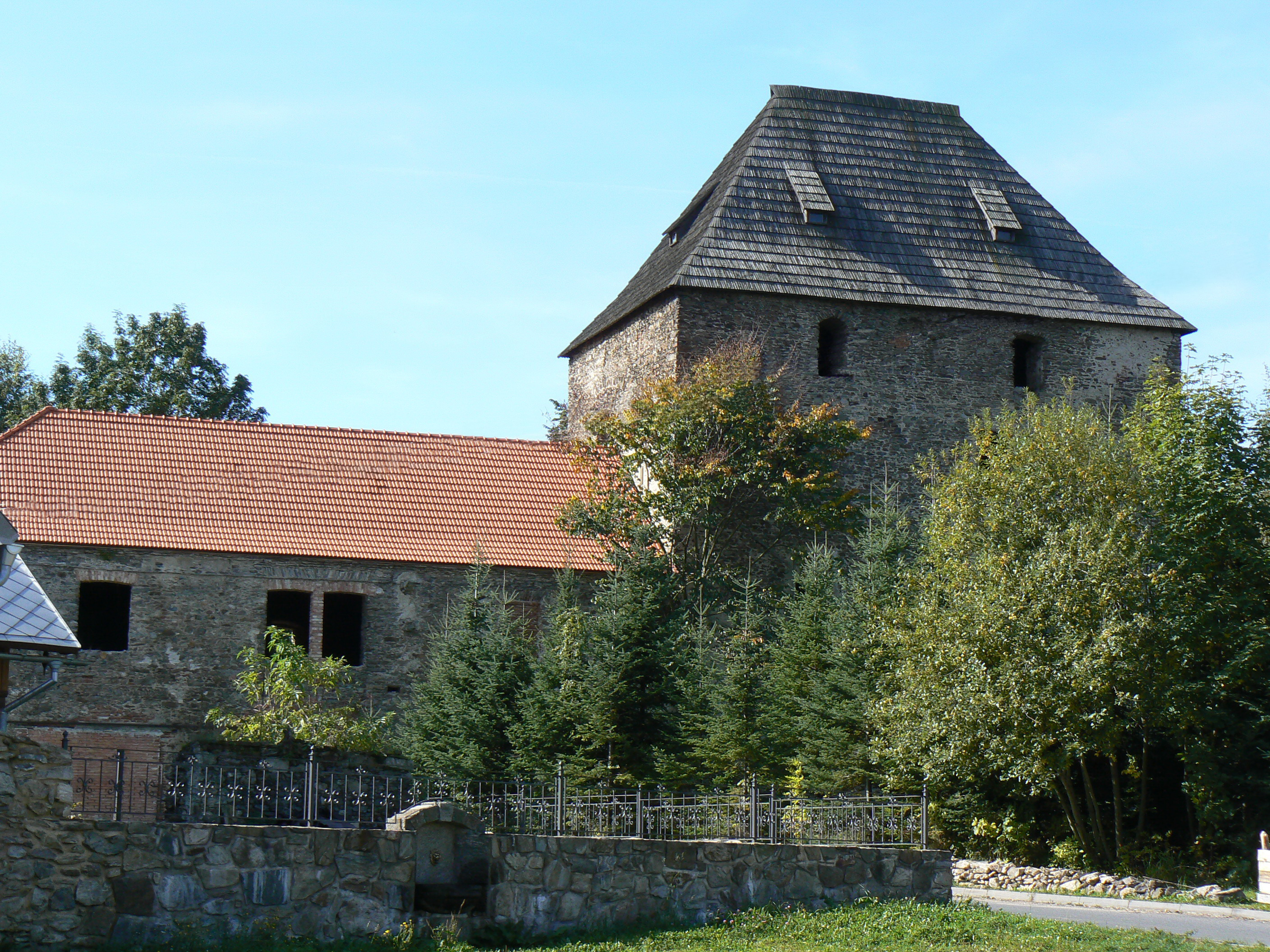
Het versterkte huis in Čachrov

Čachrov bezit een versterkt huis (tvrz) uit 1380, die in de 16e eeuw werd verlaten en nu deel uitmaakt van een boerderij, en een gotische kerk van vóór 1362 met een toren uit 1804.

## Geschiedenis
- 1352 – De eerste schriftelijke vermelding van Čachrov.
- 2006 – De gemeente Čachrov krijgt (opnieuw) de status vlek.[1]

Běhařov ·
Běšiny ·
Bezděkov ·
Biřkov ·
Bolešiny ·
Břežany ·
Budětice ·
Bukovník ·
Čachrov ·
Černíkov ·
Červené Poříčí ·
Číhaň ·
Čímice ·
Dešenice ·
Dlažov ·
Dlouhá Ves ·
Dobršín ·
Dolany ·
Domoraz ·
Dražovice ·
Frymburk ·
Hamry ·
Hartmanice ·
Hejná ·
Hlavňovice ·
Hnačov ·
Horažďovice ·
Horská Kvilda ·
Hrádek ·
Hradešice ·
Chanovice ·
Chlistov ·
Chudenice ·
Chudenín ·
Janovice nad Úhlavou ·
Javor ·
Ježovy ·
Kašperské Hory ·
Kejnice ·
Klatovy ·
Klenová ·
Kolinec ·
Kovčín ·
Křenice ·
Kvášňovice ·
Lomec ·
Malý Bor ·
Maňovice ·
Měčín ·
Mezihoří ·
Mlýnské Struhadlo ·
Modrava ·
Mochtín ·
Mokrosuky ·
Myslív ·
Myslovice ·
Nalžovské Hory ·
Nehodiv ·
Nezamyslice ·
Nezdice na Šumavě ·
Nýrsko ·
Obytce ·
Olšany ·
Ostřetice ·
Pačejov ·
Petrovice u Sušice ·
Plánice ·
Podmokly ·
Poleň ·
Prášily ·
Předslav ·
Rabí ·
Rejštejn ·
Slatina ·
Soběšice ·
Srní ·
Strašín ·
Strážov ·
Sušice ·
Svéradice ·
Švihov ·
Tužice ·
Týnec ·
Újezd u Plánice ·
Velhartice ·
Velké Hydčice ·
Velký Bor ·
Vrhaveč ·
Vřeskovice ·
Zavlekov ·
Zborovy ·
Železná Ruda ·
Žihobce ·
Žichovice